# Vinný vrch (Českobrodská tabule)
Vinný vrch (311 m n. m.) je vrch v okrese Kolín Středočeského kraje. Leží asi 1,5 km severně od obce Svojšice, na trojmezí katastrálních území Svojšice, Bošice a Poboří.

## Geomorfologické zařazení
Vrch náleží do celku Středolabská tabule, podcelku Českobrodská tabule a okrsku Kouřimská tabule.

## Přístup
Po severozápadním svahu vrch vede polní cesta spojující Bošice a Poboří. Z této cesty uhýbá odbočka na vrchol Vinného vrchu k vysílači.